# ورزشگاه سن فیلیپو
 ورزشگاه سن فیلیپو  (به ایتالیایی: Stadio San Filippo) ورزشگاهی در شهر مسینا در کشور ایتالیا است.
بازی‌های خانگی باشگاه فوتبال مسینا در این ورزشگاه برگزار می‌شود.